# Hargill
Hargill è un census-designated place (CDP) degli Stati Uniti d'America della contea di Hidalgo nello Stato del Texas. La popolazione era di 877 abitanti al censimento del 2010.

## Geografia fisica
Secondo lo United States Census Bureau, il CDP ha una superficie totale di 2,21 km², dei quali 2,21 km² di territorio e 0 km² di acque interne (0% del totale).

## Società

### Evoluzione demografica
Secondo il censimento del 2010, la popolazione era di 877 abitanti.

### Etnie e minoranze straniere
Secondo il censimento del 2010, la composizione etnica del CDP era formata dal 78,91% di bianchi, lo 0,91% di afroamericani, lo 0% di nativi americani, lo 0% di asiatici, lo 0% di oceanici, il 17,56% di altre razze, e il 2,62% di due o più etnie. Ispanici o latinos di qualunque razza erano il 91,79% della popolazione.